# Boris Djacenko

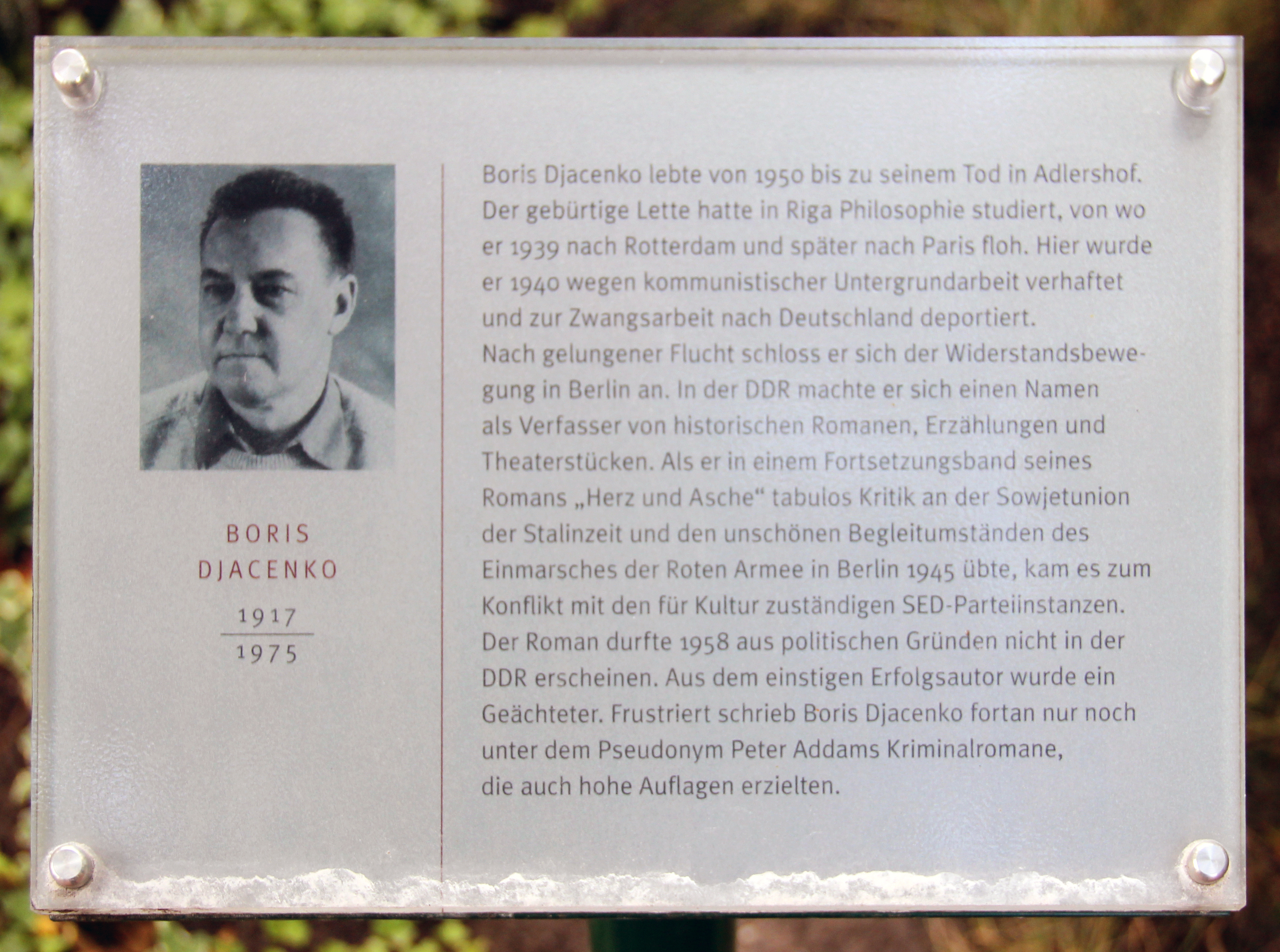
Gedenktafel, Boris Djacenko, Friedlander Straße 156, Berlin-Adlershof, Deutschland

Boris Djacenko (* 10. September 1917 in Riga; † 14. April 1975 in Ost-Berlin; Pseudonym: Peter Addams) war ein deutscher Schriftsteller.

## Leben

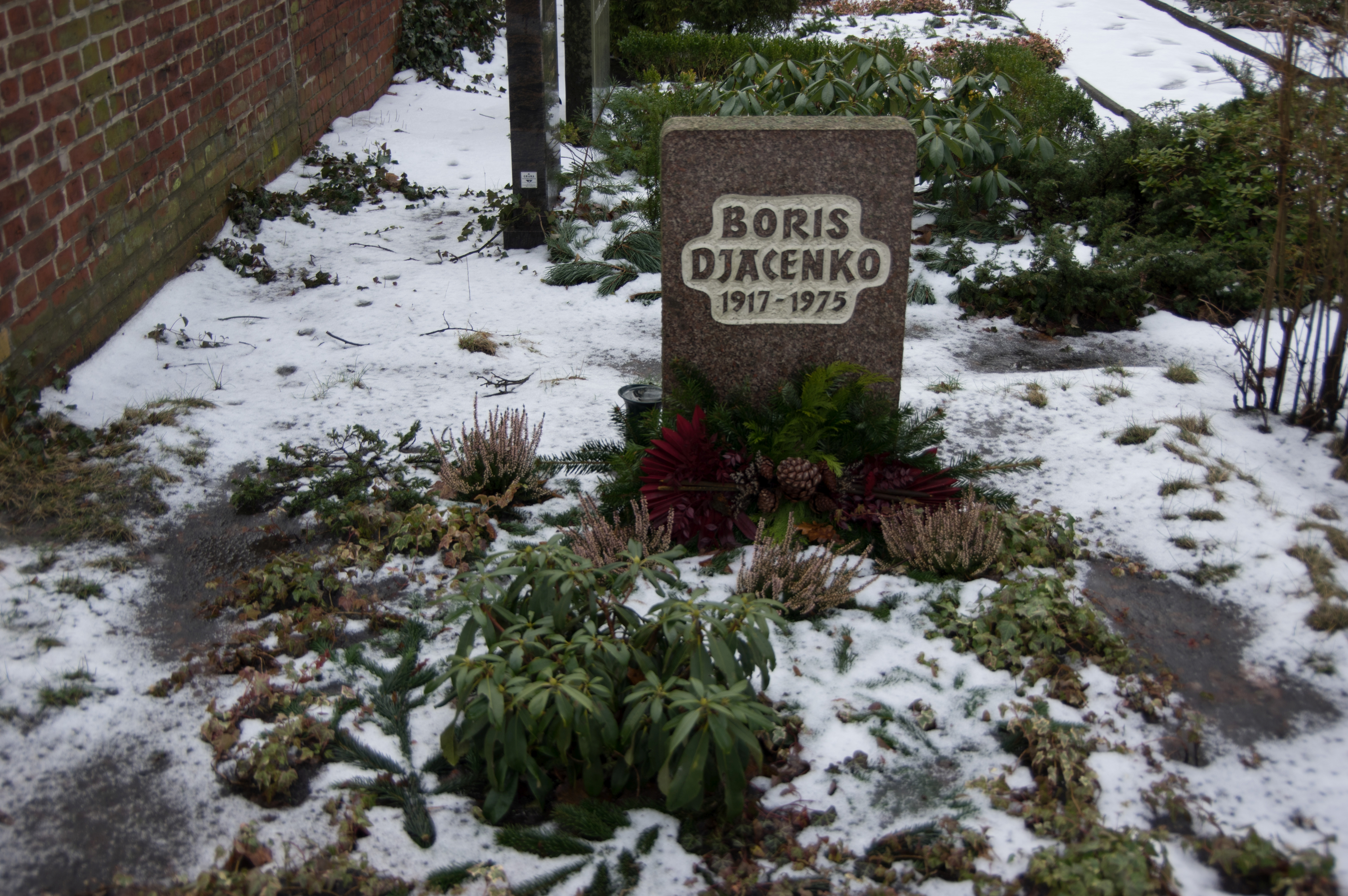
Grab von Boris Djacenko auf dem Friedhof Adlershof

Boris Djacenko war gebürtiger Lette. Er besuchte ein Gymnasium in Riga. Seine Opposition zum autoritären Regime Kārlis Ulmanis’ führte dazu, dass er der Schule verwiesen wurde. Er arbeitete als Matrose, als Schauermann und in der Lachsfischerei, daneben studierte er als Externer Philosophie an der Universität Riga und verfasste seinen ersten, unveröffentlichten Roman Glühende Asche über die Russische Revolution von 1905. Wegen seiner linken politischen Einstellung wurde er von der Universitätsleitung exmatrikuliert. Vor einer drohenden Verhaftung floh Djacenko Anfang 1939 als blinder Passagier auf einem Frachter nach Rotterdam; über verschiedene europäische Länder und Nordafrika gelangte er nach Paris, wo er 1940 wegen kommunistischer Untergrundarbeit verhaftet und im französischen Lager Le Vernet interniert wurde. Nach der Niederlage Frankreichs wurde er als Zwangsarbeiter ins Deutsche Reich deportiert und in einem Bergwerk eingesetzt. 1941 vereitelte der deutsche Überfall auf die Sowjetunion einen Fluchtversuch Djacenkos in seine lettische Heimat. Dänische Grenzer verhafteten ihn und überstellten ihn nach Flensburg ins Gefängnis, aus dem er erneut floh. Diesmal tauchte er in Berlin unter, wo er sich in einem Nachtasyl falsche Papiere besorgte, als Koch, Kellner und Bühnenarbeiter tätig war und sich einer Widerstandsgruppe von Zwangsarbeitern in den Knorr-Bremse-Werken anschloss. Beim Einmarsch der Roten Armee in Berlin arbeitete er mit sowjetischen Stellen zusammen; zeitweise war er kommissarischer Bürgermeister von Töplitz und arbeitete als Journalist für die Tägliche Rundschau. Seit Beginn der 1950er Jahre lebte er als freier Schriftsteller in Ost-Berlin (Berlin-Adlershof) und in seinem Sommerhaus in Kolberg.
Boris Djacenko verfasste Romane, Erzählungen und Theaterstücke. Er galt als ebenso fantasievoller wie linientreuer Erzähler, der für die Handlungen seiner Werke häufig auf Erlebnisse aus seinem bewegten Leben zurückgriff.
Zum Konflikt mit der Führung der SED, der Djacenko angehörte, kam es 1958 anlässlich der geplanten Veröffentlichung des Fortsetzungsbandes zu seinem Roman Herz und Asche von 1954. Während dieser die Widerstandsbewegung gegen den deutschen Faschismus während des Zweiten Weltkriegs zum Thema hat, enthielt der Fortsetzungsband die Schilderung des Einmarschs der Roten Armee in Deutschland und brach in einer Szene mit dem in der DDR geltenden Tabu, die Vergewaltigung von weiblichen Überlebenden aus Konzentrationslagern durch Rotarmisten im Jahre 1945 zu thematisieren. Nach Intervention der Kulturabteilung des Zentralkomitees der SED durfte das Buch nicht erscheinen. Obwohl sich Karl Heinz Berger als Lektor für die Veröffentlichung einsetzte, wurde das Manuskript als „sowjetfeindlich“ eingestuft, der laufende Vorabdruck in der Neuen Berliner Illustrierten gestoppt, massiver Druck auf den Verfasser ausgeübt und bereits fertiggestellte Druckbögen der Buchfassung vernichtet. Karl Heinz Berger wurde fristlos gekündigt.
Djacenko zog sich nach Kolberg zurück und verlegte sich in den folgenden Jahren aufs Verfassen von Kriminalromanen, die unter dem Pseudonym Peter Addams erschienen.
Das Grab von Boris Djacenko befindet sich im Gräberfeld E2, auf dem Friedhof Adlershof, im Berliner Bezirk Treptow.

## Werke (Auswahl)

### Romane, Erzählungen, Krimis
| - Menschen an der Grenze, Berlin 1950 - Dschungel, Berlin 1951 - Wie der Mensch Gesicht bekam, Berlin 1952 - Das gelbe Kreuz und andere Novellen, Berlin 1953 - Der Schwalbenkonstrukteur, Berlin 1953 - Herz und Asche, Berlin 1954 - Der Hirte Costas, Berlin 1954 - Die Frau im dritten Stock links, Berlin 1955 - Die Khmer-Kette, Berlin 1955 | - Der Weg in die Wälder, Berlin 1955 - Wölfe, Berlin 1955 - Pseudonym: Unteroffizier Bronn, Berlin 1956 - Die Verschwörer der Königsgasse, Berlin 1958 - Aufruhr in der Königsgasse, Halle (Saale) 1959 - Und sie liebten sich doch, Halle (Saale) 1960 - Doch unterm Rock der Teufel, Berlin 1964 - Das geborgte Gesicht, Berlin 1964, Gelbe Reihe (PA) | - Nacht über Paris, Halle (Saale) 1965 - Die enthauptete Mona Lisa, Berlin 1966 (PA) - Engel für zehn Shilling, Berlin 1967 (PA) - Diamant im Storchennest, Halle (Saale) 1969 (PA) - Der Schwalbenkonstrukteur, 1972 (Das neue Abenteuer, Heft 314) - Anruf in der Nacht, Halle (Saale) 1973 - Angriff der Sonnenblumen, Berlin 1974 - Mord im Schloß, Berlin 1974 (PA) |

PA – unter dem Pseudonym Peter Addams erschienen

### Übersetzungen
- Irina Karnauchowa: Die feuerrote Blume, Berlin 1952
- Anna Sakse: Feld ohne Grenzstein, Berlin 1949